# Катчер, Леопольд
Леопольд Катчер (нем. Leopold Katscher; 30 августа 1853, Чакова близ Темешвара, Венгрия — 25 февраля 1939, Люцерн, Швейцария) — австрийский журналист, писатель

, путешественник и пацифист, социальный реформатор, сподвижник Берты фон Зуттнер. Один из первых борцов за авторское право. Основатель нескольких австрийских и венгерских журналов.
Много путешествовал по Европе. Автор книг о Великобритании, Китае, Японии, России.
Известны следующие его книги:
- Marienbad (1872)
- Frauenleben in China. Nach Originalbriefen aus Peking zusammengestellt (1877)
- Geschichte der englischen Literatur (1878)
- Zierden der englischen Literatur (1880)
- Bilder aus dem englischen Leben (1881)
- Bilder aus dem chinesischen Leben (1881)
- Charakterbilder aus dem 19. Jahrhundert (1884)
- Aus England (1885—1887)
- Nebelland und Themsestrand (1886)
- Aus China (1887—1891)
- Praktische Gedanken eines Schwärmers (1890)
- Frieden! Frieden! Frieden! (1890)
- H. Rollets Leben und Wirken (1894)
- Schuldlos verurteilt! (1894)
- China (ed. 1901)
- Bertha von Suttner, ein literarisches Porträt (1903)
- Japan. Interessantes aus dem Mikadoreich (1904)
- Mit-, nicht gegeneinander! (1905)
- Wie es in der Welt zugeht (1905)
- Russisches Revolutionstagebuch (1906)
- Das Postwesen einst und jetzt (1906)
- Interessante soziale Gemeinwesen (1906)
- Moderne Wunder der Technik (1909)
- Freimaurerei (1924)